# Bijou (album)
Bijou è un album discografico del pianista, compositore ed arrangiatore jazz statunitense Ralph Burns (per precisione l'album è a nome Ralph Burns and His Ensemble), pubblicato dall'etichetta discografica Period Records nel 1955.
Il brano Gina è dichiaratamente dedicato all'attrice italiana Gina Lollobrigida.

## Tracce
Lato A
1. Bijou – 4:03 (Ralph Burns)
2. Gina – 5:09 (Ralph Burns)
3. Perpetual Motion – 4:01 (Ralph Burns)

Lato B
1. Lover Come Back to Me – 5:33 (Oscar Hammerstein II, Sigmund Romberg)
2. Autobahn Blues – 3:45 (Ralph Burns, Woody Herman)
3. Spring in Naples – 3:18 (Ralph Burns)

## Musicisti
- Ralph Burns - pianoforte, arrangiamenti
- Jimmy Raney - chitarra
- Clyde Lombardi - contrabbasso
- Osie Johnson - batteria[3]